# 乌素图镇
乌素图镇，是中国内蒙古自治区乌兰察布市察哈尔右翼中旗下辖的一个乡镇级行政单位。

## 行政区划
乌素图镇共辖以下地区：
乌素图村、大脑包村、羊房子村、大房子村、红土湾村、二元海村、赛吾素村、北苑村。